# Torneio Ricardo Teixeira
Torneio Ricardo Teixeira foi um torneio organizado em 1993 entre clubes do Rio de Janeiro e São Paulo que também deu uma vaga à Série B do ano seguinte. O torneio contou com 8 clubes.

## Participantes
| Time           | Cidade                | Estado |
| -------------- | --------------------- | ------ |
| America        | Rio de Janeiro        | RJ     |
| Americano      | Campos dos Goytacazes | RJ     |
| Bangu          | Rio de Janeiro        | RJ     |
| Bragantino     | Bragança Paulista     | SP     |
| Guarani        | Campinas              | SP     |
| Mogi Mirim     | Mogi Mirim            | SP     |
| Olaria         | Rio de Janeiro        | RJ     |
| União São João | Araras                | SP     |

- Guarani, União São João e Bragantino disputavam a Série A de 1993.

## Primeira fase

### Grupo 1
| Time | Time      | P | J | V | E | D | GP | GC | SG |
| ---- | --------- | - | - | - | - | - | -- | -- | -- |
| 1    | Bangu     | 8 | 6 | 2 | 4 | 0 | 5  | 3  | +2 |
| 2    | America   | 7 | 6 | 2 | 3 | 1 | 9  | 5  | +4 |
| 3    | Olaria    | 5 | 6 | 1 | 3 | 2 | 5  | 8  | -3 |
| 3    | Americano | 4 | 6 | 1 | 2 | 3 | 2  | 5  | -3 |

Bangu qualificado para disputar a final.

### Grupo 2
| Time | Time           | P | J | V | E | D | GP | GC | SG |
| ---- | -------------- | - | - | - | - | - | -- | -- | -- |
| 1    | Mogi Mirim     | 9 | 6 | 4 | 1 | 1 | 12 | 6  | +6 |
| 2    | Guarani        | 7 | 6 | 3 | 1 | 2 | 9  | 8  | +1 |
| 3    | União São João | 5 | 6 | 2 | 1 | 3 | 9  | 10 | -1 |
| 4    | Bragantino     | 2 | 6 | 0 | 3 | 3 | 6  | 12 | -6 |

Mogi Mirim qualificado para disputar a final.

## Final

### Jogo 1
| 31 de julho de 1993 | Bangu | 0 x 1 | Mogi Mirim |  |
|                     |       |       |            |  |

### Jogo 2
| 7 de agosto de 1993 | Mogi Mirim | 3 x 1 | Bangu |  |
|                     |            |       |       |  |

Mogi Mirim campeão do Torneio Ricardo Teixeira (4 x 1 agg.) e qualificado para disputar a Série B de 1994.